# 克努特鎮區 (明尼蘇達州波爾克縣)
克努特鎮區（英語：Knute Township）是位於美國明尼蘇達州波爾克縣的一個行政鎮區。

## 地方資料
克努特鎮區的面積為90.75平方千米，當中陸地面積為82.08平方千米，而水域面積為8.67平方千米。根據2020年美國人口普查的數據，當地共有人口563人，而人口密度為每平方千米6.2人。